# زایداینده، هلند جنوبی
زایداینده (به هلندی: Zuideinde) یک منطقهٔ مسکونی در هلند است که در نیوکوپ واقع شده‌است.